# سوبور (النوم)
السوبور هي حالة نوم عميق بشكل غير طبيعي أو ذهول يصعب الاستيقاظ منه. إنه ينطوي على اكتئاب عميق للوعي، والذي يتجلى في النعاس، مع الحفاظ على ردود فعل دفاعية منسقة للمنبهات مثل الألم، والصوت القاسي، والضوء الساطع، والحفاظ على الوظائف الحيوية. قد يكون السبب في حالة السوبور نوع دواء ؛ تعتبر هذه الأدوية مخدرة. يعنبرالذهول أشد خطورة من السوبور.[بحاجة لتوضيح]

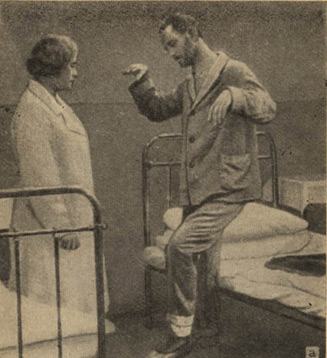
مريض في ذهول جامودي

سوبور اسم مشتق من اللاتينية (مشابه للاسم اللاتيني somnus والاسم اليوناني ὐπνος ، hypnos)

## أسباب وأعراض
يمكن ان تتسبب حالات السوبور بالصدمات، والالتهابات في الأوعية الدموية، وبعض الأورام، بالإضافة إلى آفات الدماغ السامة.
تشمل الأعراض عدم الاستجابة للبيئة أو أداء أي مهام أو الرد على الأسئلة، ولكن يتم الحفاظ على القدرة على البلع. سيكشف الفحص عن انخفاض في توترعضلات الأطراف والاكتئاب في ردود الأوتار. قد يكون رد فعل حدقة العين للضوء بطيئًا، لكن يتم الحفاظ على ردود فعل القرنية. قد تكون علامة شلل جزئي وعلامة بابينسكي موجودة.